# Padiglione del Sale
Il padiglione del Sale (noto anche come Magazzini del Sale o Padiglione Nervi) è un edificio situato a Cagliari, progettato dall'ingegnere Pierluigi Nervi.
Costruito negli anni cinquanta, era destinato allo stoccaggio del sale delle saline di Molentargius prima dell'imbarco; infatti l'edificio si trova in riva al mare. Attualmente si ritrova inutilizzato all'interno del Parco del Nervi di Cagliari, gestito dall'autorità portuale.

## Storia

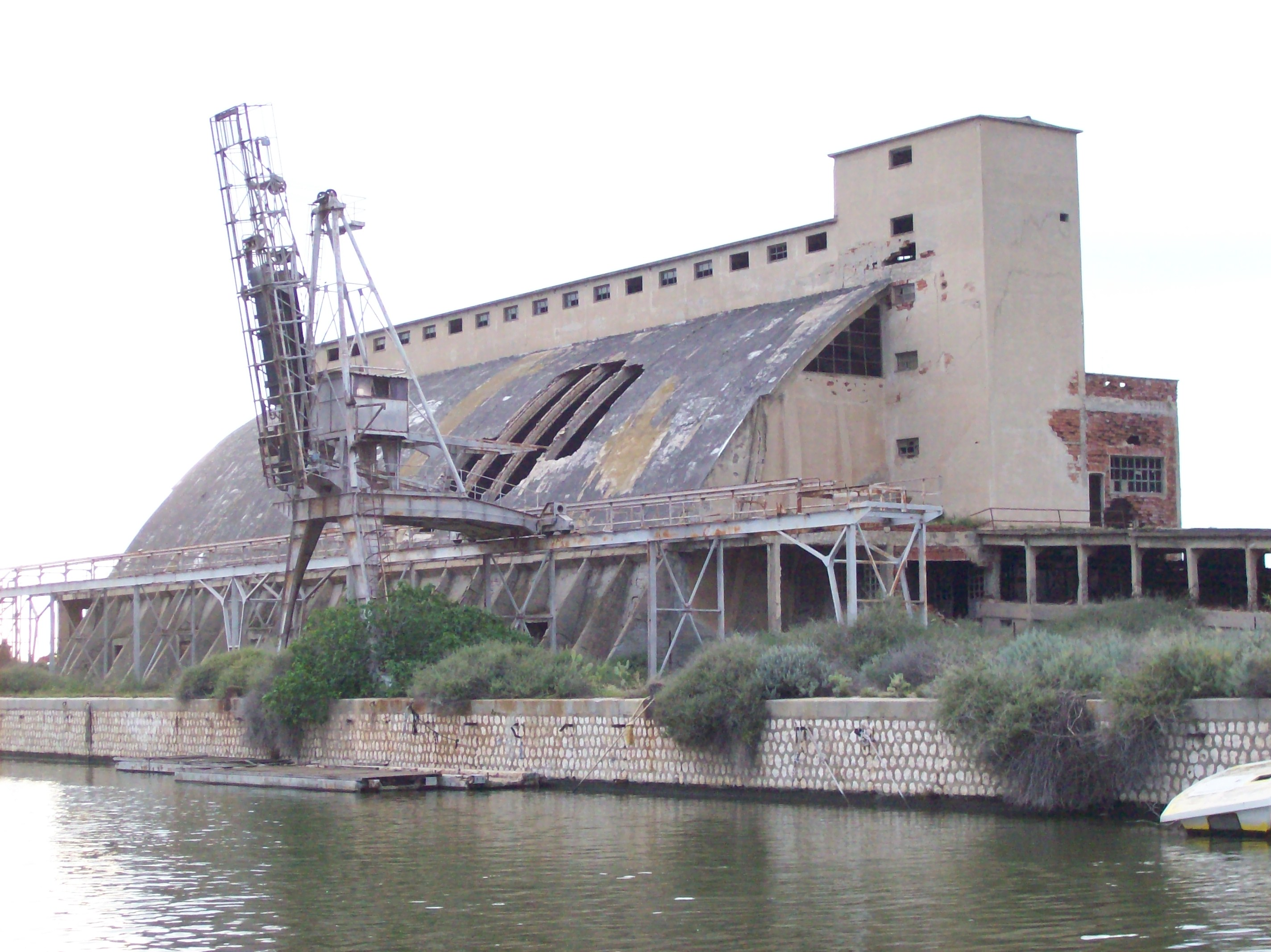
Il padiglione così come si presentava prima della costruzione del parco circostante

Il padiglione è stato costruito tra il 1955 ed il 1958 all'interno del porto di Cagliari, nel molo che dà sul canale. Dopo la chiusura delle saline, l'edificio è stato completamente abbandonato.
Dal 2011 l'autorità portuale lanciò un progetto di messa in sicurezza e recupero del padiglione. A seguito di un concorso di idee, nel 2014 si ipotizzò di riconvertire l'area circostante il padiglione a parco. Completato nel 2021, il Parco del Nervi, circonda completamente il padiglione. 

## Descrizione
L'edificio presenta una pianta rettangolare costituita da ampie volte paraboliche in cemento armato, realizzate grazie alle possibilità strutturali dell'ossatura dei pilastri in cemento armato, che poggiano su grandi sostegni laterali.